# Livestrong Foundation
La Livestrong Foundation, connue auparavant sous le nom de Lance Armstrong Foundation,, est une association caritative américaine fondée en 1997 par le coureur cycliste Lance Armstrong à la suite de sa rémission après un cancer. Le siège de la fondation est situé à Austin au Texas, ville de résidence de Lance Armstrong.
Utilisant médiatiquement à de nombreuses reprises la bataille contre son cancer comme raison de ses succès, l'image de l'association a été fortement ternie lorsque l'affaire de dopage de Lance Armstrong a été portée au grand jour. Dopage qui lui a permis de gagner les nombreux titres dont le fondateur est aujourd'hui dépossédé.

## Mission
Cette fondation, dont le slogan est « unity is strength, knowledge is power and attitude is everything » a pour but officiel d'« inspirer et de rendre plus fort » les malades souffrant d'un cancer et leur famille afin de faciliter les chances de guérison. Elle fournit également des informations et pratique des campagnes de levées de fonds pour financer ses programmes, l'aide aux malades, et la recherche dans la lutte contre le cancer.
En mai 2004, la fondation et l'équipementier Nike ont lancé un programme de levée de fonds en vendant des bracelets jaunes en silicone qui eurent un succès énorme aux États-Unis et dans le monde. Le but officiel de récolter 25 millions de dollars, par la vente de ces bracelets à un dollar, fut atteint en six mois, et de nombreuses personnalités américaines affichèrent leur soutien à la cause de Livestrong dont notamment les candidats à la présidence et vice-présidence américaine, John Kerry et John Edwards (dont la femme souffre de cancer), ainsi que de nombreux athlètes lors de Jeux olympiques d'été de 2004.
Le succès médiatique et populaire de la fondation a permis l'organisation aux États-Unis de nombreux évènements caritatifs (courses de cyclisme, rassemblements) de collecte d'argent dans différentes villes et intitulés Livestrong Challenge. Par ailleurs, le principe du bracelet fut décliné en différentes couleurs par différentes associations.

Logo de l'association jusqu'au 12 novembre 2012
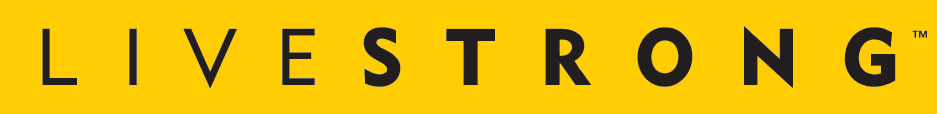
Actuel logo
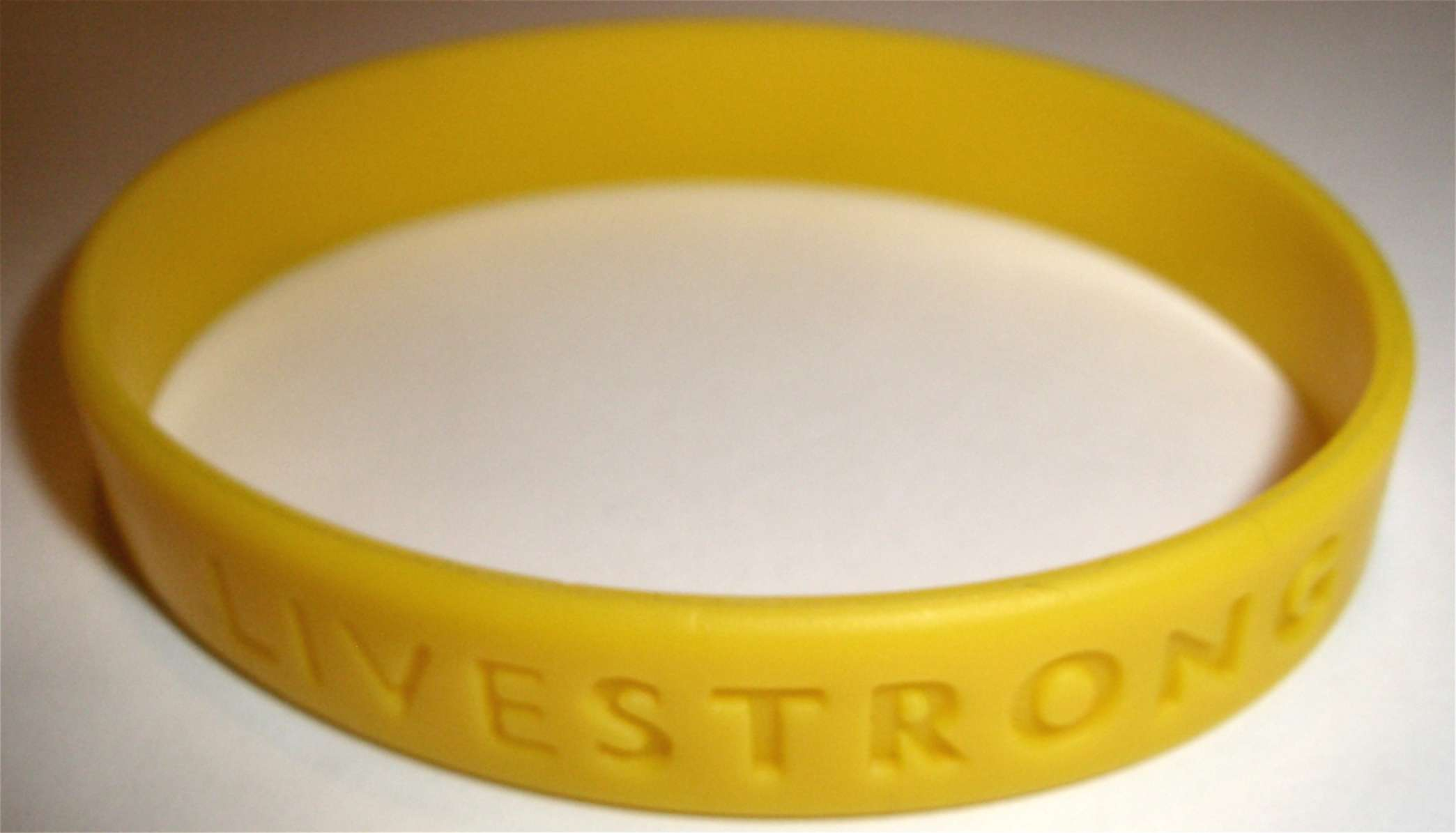
Le Livestrong wristband, le populaire bracelet de la fondation de Lance Armstrong.
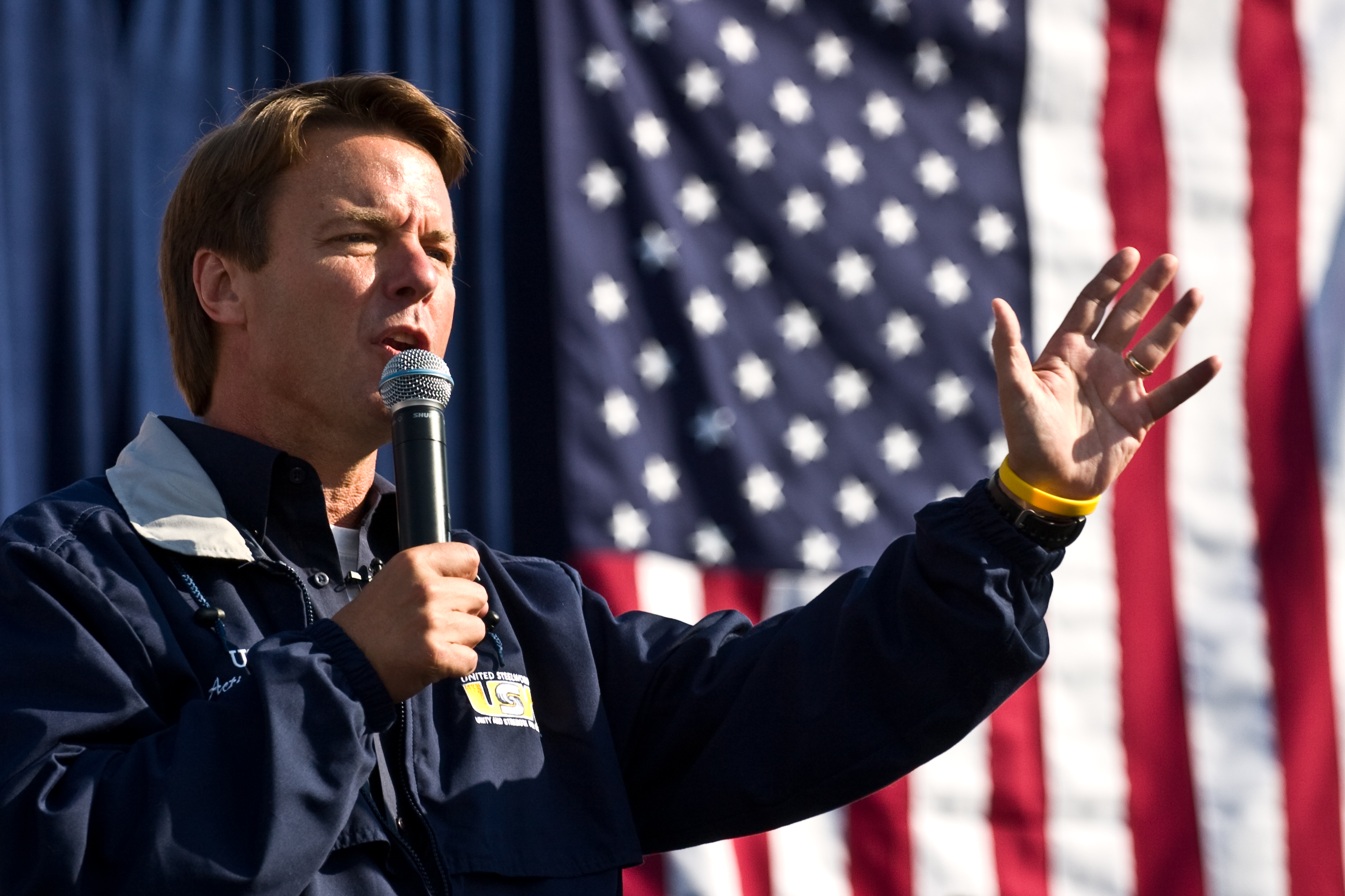
John Edwards portant un bracelet lors d'un meeting à Pittsburg en 2007.

Le 17 octobre 2012, à la suite des révélations de l'Agence américaine antidopage (USADA) concernant Lance Armstrong et son système organisé de dopage au cours de sa carrière, il démissionne de la présidence de la fondation pour ne siéger désormais qu'à son conseil d'administration. Le 4 novembre 2012, Lance Armstrong quitte le conseil d'administration et annonce le 12 novembre 2012 qu'il se dissocie complètement de l'association. Le même jour le nom officiel de l'organisation est changé de « Lance Armstrong Foundation » en « Livestrong Foundation »,.
Le site de la fondation livestrong.org ne doit pas être confondu avec livestrong.com qui est un site à but lucratif.